# Talquipén
Talquipén (del mapudungún: tralka pen ‘la visión del trueno’) es una localidad y de la comuna de Coihueco, en la Provincia de Punilla, de la Región de Ñuble, Chile. Según el censo de 2002, la localidad tenía una población de 520 habitantes.